# Johnny English
Johnny English és una pel·lícula còmica britànica estrenada l'any 2003. És una paròdia de les pel·lícules d'acció i espionatge, especialment les de James Bond. És dirigida per Peter Howitt i protagonitzada per Rowan Atkinson, Natalie Imbruglia, Ben Miller i John Malkovich. Atkinson va aparèixer en una pel·lícula de James Bond, la no oficial Mai diguis mai més (1983). El guió va ser escrit per Neal Purvis i Robert Wade, guionistes de sis pel·lícules de 007 (des d' Amb el món no n'hi ha prou fins Spectre), en col·laboració amb William Davies. La pel·lícula va recaptar 160 milions de dòlars a tot el món i va ser seguida d'una seqüela, Johnny English Reborn, estrenada el 2011. Ha estat doblada al català central i al valencià.

## Argument
La pel·lícula comença amb un somni en el qual Johnny English (Rowan Atkinson), un inepte agent del Servei Secret britànic, és l'Agent 1. S'introdueix en un edifici, distreu dos gossos guardians amb joguines, derrota a dos guàrdies i sedueix una dona que li apunta amb una pistola. Quan besa a la dona, English és despertat del seu somni pel seu company, Angus Bough (Ben Miller). El veritable Agent 1 (Greg Wise) arriba per recollir la documentació relacionada amb la seva missió, i després que English li asseguri que s'ha comprovat personalment els codis d'obertura de les escotilles del seu submarí, l'Agent 1 part cap a la seva missió. El Agent 1 mor en la seva missió quan l'escotilla del submarí no s'obre, i tots els altres agents secrets també moren quan esclata una bomba al funeral de l'agent 1, al qual tots assistien, quedant viu únicament English.
Abans de la seva mort, l'Agent 1 estava investigant una conspiració per robar les Joies de la Corona. English i Bough es fan càrrec del cas, i van a la Torre de Londres a supervisar la inauguració de la recent restauració de les Joies de la Corona. Allà, English coneix a la misteriosa Lorna Campbell (Natalie Imbruglia) i l'empresari francès Pascal Sauvage (John Malkovich) amo de multitud de presons per tot el món i que ha finançat la restauració. L'electricitat de la sala es talla i English colpeja accidentalment al cap de seguretat, confonent-lo amb un intrús, i després es va barallar amb un assaltant en una altra sala per a encobrir el seu error. Mentrestant, les Joies són robades, i l'endemà English i Bough van de nou a la Torre a investigar. Allà segueixen un túnel que els porta fins a les Joies i els lladres, però no aconsegueixen recuperar-les a causa que English perd el carregador de la seva pistola i els lladres escapen en un cotxe fúnebre. English persegueix el cotxe però ho confon amb un altre i acaba enmig d'un funeral autèntic, considerant-ho una posada en escena. No obstant això, s'adona del seu error i Bough li treu d'allí fent-se passar per un metge i dient que English és un malalt mental escapat del manicomi.
English considera que el responsable del robatori és Sauvage, el que resulta ser cert. Sauvage és descendent de Guillem el Conqueridor i considera que la seva família és la legítima hereva de la Corona britànica, que pretén recuperar. English li comunica les seves sospites al cap del Servei Secret, Pegasus (Tim Pigott-Smith), però Pegasus, que és amic de Sauvage, no pren seriosament les sospites d'English i li ordena no molestar Sauvage. A l'aparcament, un dels sequaços de Sauvage ataca English i a Bough, i aconsegueix escapar quan English ataca Bough per error. Ignorant les ordres de Pegasus, English i Bough s'infiltren en les oficines de Sauvage saltant en paracaigudes, però English s'equivoca i s'introdueix en un edifici idèntic contigu, que és un hospital. English pren com a presoners a diversos pacients i treballadors de l'hospital, abans d'adonar-se del seu error.
A l'oficina de Sauvage, English activa un DVD que mostra el pla de Sauvage per ser coronat rei, usant a un impostor perquè es faci passar per l'arquebisbe de Canterbury (Oliver Ford Davies). Després que English s'injecta relaxant muscular accidentalment durant un enfrontament amb un dels sequaços de Sauvage, ell i Bough són rescatats per Lorna, que resulta ser una agent de la Interpol que està investigant a Sauvage, ja que tots els delinqüents perillosos que han sortit de la presó recentment han estat contractats per alguna de les seves empreses). Els tres s'introdueixen en una festa que dona Sauvage en honor d'un nou ambaixador francès. Encara sota els efectes del relaxant, English ofèn accidentalment a la Secretaria d'Exteriors (Jenny Galloway). Un dels homes de Sauvage l'informa de la presència d'English, i Sauvage protesta davant Pegasus, que retira a English del cas. Sauvage decideix que English sap massa del seu pla original i ordena als seus homes que es desfacin del fals arquebisbe i obliguin la Reina a signar la seva abdicació. La seva signatura anul·la el dret a la Corona de la Família Reial, deixant a Sauvage com l'únic hereu del tron.
Lorna, que ara està a càrrec del cas, visita a English i li demana que l'acompanyi. Viatgen a França i s'introdueixen en el château de Sauvage, on s'està celebrant una reunió amb importants líders criminals del món. Allà descobreixen el pla de Sauvage de convertir el Regne Unit en una presó gegantina quan sigui rei. English activa un micròfon accidentalment, alertant Sauvage de la seva presència. En intentar apoderar-se del DVD que mostra el pla de Sauvage, el disc cau en una safata de discos idèntics i English agafa un equivocat. English i Lorna són fets presoners, però són rescatats per Bough i tots tres tornen a Anglaterra el dia de la coronació.
English s'introdueix en la cerimònia de coronació fent-se passar pel bisbe representant d'Anglaterra. Allà acusa, davant tot el públic de la cerimònia i els que la segueixen per televisió, a Sauvage de traïció i l'arquebisbe de Canterbury de ser un impostor, sense saber que és l'autèntic. English agafa de la cara a l'arquebisbe pensant que és una màscara, i després li baixa els pantalons per mostrar un tatuatge que portava l'impostor, però l'arquebisbe no el porta. English ordena a Bough que posi el DVD, que en realitat és un enregistrament d'English al bany de casa seva, ballant Does Your Mother Know en roba interior (Sauvage havia instal·lat càmeres ocultes a casa d'English per espiar-). English escapa i es llança penjat d'un cable sobre Sauvage i l'arquebisbe, agafant la Corona de Sant Eduard abans que li sigui posada a Sauvage. Sauvage revela llavors les seves veritables intencions i tracta de disparar a Anglès. La bala li colpeja a la mà i deixa caure la corona, però abans que l'arquebisbe pugui coronar Sauvage, English salta sobre ell, caient sobre el tron i sent coronat. English ordena l'arrest de Sauvage i torna el tron a la Reina a canvi de ser nomenat Sir.
La pel·lícula finalitza amb English i Lorna viatjant en cotxe fins al sud de França. English pressiona accidentalment el botó del seient ejectable quan es disposa a besar-la, fent que Lorna surti comiat cap al cel. Durant els crèdits, es mostra una escena en la qual Lorna aterra en una piscina al costat de la qual Bough està assegut. Al costat de la piscina està també el fals assaltant amb el qual English havia fingit enfrontar-se i havia descrit, amb pèl arrissat de color taronja i un pegat a l'ull.

## Repartiment
- Rowan Atkinson: Johnny English
- Natalie Imbruglia: Lorna Campbell
- John Malkovich: Pascal Sauvage
- Ben Miller: Angus Bough
- Tim Pigott-Smith: Pegasus
- Oliver Ford Davies: Arquebisbe de Canterbury
- Kevin McNally: Primer Ministre
- Douglas McFerran: Klaus Vendetta
- Steve Nicolson: Dieter Klein
- Greg Wise: Agent U
- Tasha de Vasconcellos: Comtessa Alexandra
- Prunella Scales: Reina Isabel II
- Nina Young: Secretària de Pegasus
- Rowland Davies: Sir Anthony Chevenix
- Jenny Galloway: Secretària d'Exteriors
- Tim Berrington: Roger
- Chris Tarrant: Locutor de ràdio (veu)
- Trevor McDonald: Presentador de notícies (veu)

## Nominacions
- 2003: nominada al British Comedy Award per millor pel·lícula de comèdia.
- 2003: nominada als Premis del Cinema Europeu per millor actor (Rowan Atkinson).
- 2004: nominada a l'Empire Awards per millor pel·lícula anglesa.
- 2004: nominada als Golden Trailer Awards per millor pel·lícula de comèdia.

## Seqüela
La seqüela, Johnny English Reborn, va ser estrenada el 2011, i mostra a English vivint com un monjo al Tibet després de fracassar en una missió anterior, fins que és requerit per investigar un complot per assassinar al Premier xinès.

## Banda sonora
1. "A Man For All Seasons" (escrita per Hans Zimmer, Robbie Williams) - Robbie Williams
2. "Theme from Johnny English" (escrita per Edward Shearmur)
3. "Russian Affairs"
4. "A Man of Sophistication"
5. "Kismet" - Bond
6. "Truck Chase"
7. "The Only Ones" - Moloko
8. "Parachute Drop"
9. "Pascal 's Evil Pla"
10. "Theme from Johnny English (versió salsa)" (escrit per Edward Shearmur) - bond
11. "Off the Case"
12. "Cafe Conversation"
13. "Into Pascal 's Lair"
14. "Zadok the Priest"
15. "Does Your Mother Know" - ABBA
16. "For England"
17. "Riviera Hideaway"
18. "Agent No 1"